# Bathylamprops calmani
Bathylamprops calmani är en kräftdjursart som beskrevs av John Todd Zimmer 1908. Bathylamprops calmani ingår i släktet Bathylamprops och familjen Lampropidae. Inga underarter finns listade i Catalogue of Life.